# Safet Krupić
Safet Krupić (8. března 1911 Bosanska Krupa, Bosna a Hercegovina – podzim 1942 koncentrační tábor Jasenovac, Nezávislý stát Chorvatsko) byl bosenskohercegovský filozof bosňáckého původu.

## Život
Narodil se do velmožské, ale nijak zámožné muslimské rodiny z Bosenské Krupy. Jeho otec Husein-beg Krupić, zvaný též Kapetanović, se oženil s Gospou Alajbegović(ovou), s níž zplodil čtyři syny, mezi nimi i nejmladšího Safeta, a pět dcer.
Studium filozofie dokončil na Univerzitě v Záhřebu roku 1934, francouzský jazyk a literaturu roku 1937 v Paříži. Již od mládí myšlenkově tíhl k marxismu, sblížil se dokonce s ilegální Komunistickou stranou Jugoslávie, do níž posléze i vstoupil. Krátce před vypuknutím druhé světové války se ale ideově rozešel s nesmlouvavými stalinisty, které v KPJ zastupoval např. Milovan Đilas. Společně s přáteli Hasanem Kikićem a Skenderem Kulenovićem roku 1937 v Záhřebu založil muslimský časopis Putokaz (Ukazatel), v němž publikoval své články a eseje. Za jeho nejvýznamnější práci je považován spis Filozofija i nauka (Filozofie a věda, 1936 v čsp. Almanah savremenih problema).
Po německém útoku na Jugoslávii (1941) sympatizoval s komunistickým partyzánským hnutím, ale kvůli svému delikátnímu postavení ve straně se rozhodl raději zůstat v ústraní. S pomocí rodiny nalezl ukrýt v Kulen-Vakufu, ale na cestě do tohoto odlehlého městečka byl jeho autobus přepaden a Krupić sotva vyvázl živý. Během následné hospitalizace v Banja Luce jej ale poznal ustašovský důstojník a jako nepřítel režimu okamžitě putoval za mříže. Krupić byl poté deportován do koncentračního tábora Jasenovac, kde byl na podzim roku 1942 zavražděn.